# Jánoska Tivadar
Jánoska Tivadar (Pozsony, 1891. március 21. – Szeged, 1960. április 9.) festőművész.
1910-14 között a Képzőművészeti Főiskolán tanult. Az első világháború után Pozsonyban telepedett le. Itt, Bécsben, Budapesten és Prágában állított ki. 1949-től Szegeden dolgozott, ahol rajzpedagógusi munkát végzett. Hagyatéki kiállítást 1960-ban rendeztek műveiből a szegedi Móra Ferenc Múzeumban. Művészetét akadémizmus jellemezte.
Nemzetközi elismerést az üvegterveivel ért el. Egyik alapító tagja volt a Szlovákiai Úttörő Művészek Egyletének, valamint a Magyar Irodalmi és Művészeti Társaságnak.
Festményei találhatóak többek között az érsekújvári Művészeti Galéria gyűjteményében.